# The Album (album, Caravan)
The Album je deváté studiové album britské rockové skupiny Caravan, vydané v říjnu 1980 u vydavatelství Kingdom Records. Album bylo nahráno v červenci 1980. Jde o první studiové album skupiny vydané po jejím obnovení v roce 1980.

## Seznam skladeb
| Pořadí | Název                 | Délka |
| ------ | --------------------- | ----- |
| 1.     | Heartbreaker          | 3:38  |
| 2.     | Corner of My Eye      | 3:39  |
| 3.     | Watcha Gonna Tell Me  | 5:48  |
| 4.     | Piano Player          | 5:23  |
| 5.     | Make Yourself at Home | 3:27  |
| 6.     | Golden Mile           | 3:11  |
| 7.     | Bright Shiny Day      | 6:19  |
| 8.     | Clear Blue Sky        | 6:25  |
| 9.     | Keepin' Up the Fences | 5:21  |

## Obsazení
- Pye Hastings – kytara, zpěv
- Geoff Richardson – viola, kytara, flétna, zpěv
- Dave Sinclair – varhany, piano, elektrické piano, syntezátory
- Dek Messecar – baskytara, zpěv
- Richard Coughlan – bicí